# ريجيس فيلبين
ريجيس فرانسيس كزافييه فيلبين (25 أغسطس 1931 - 24 يوليو 2020) (بالإنجليزية: Regis Philbin)‏ إعلامي وممثل، ومغني أمريكي، عُرف باستضافته الأحادث والعروض التلفزيونية منذ ستينيات القرن العشرين.

## روابط خارجية
- ريجيس فيلبين على موقع IMDb (الإنجليزية)
- ريجيس فيلبين على موقع الموسوعة البريطانية (الإنجليزية)
- ريجيس فيلبين على موقع روتن توميتوز (الإنجليزية)
- ريجيس فيلبين على موقع ألو سيني (الفرنسية)
- ريجيس فيلبين على موقع ميوزك برينز (الإنجليزية)
- ريجيس فيلبين على موقع أول موفي (الإنجليزية)
- ريجيس فيلبين على موقع قاعدة بيانات الأفلام السويدية (السويدية)
- ريجيس فيلبين على موقع إن إن دي بي (الإنجليزية)
- ريجيس فيلبين على موقع قاعدة بيانات الفيلم (الإنجليزية)
- ريجيس فيلبين على موقع كينوبويسك (الروسية)